# Liberális Szövetség
A Liberális Szövetség (dánul: Liberal Alliance, választási embléma: I)  egy dániai liberális és libertariánus  politikai párt.
A párt a 2015-ös dániai parlamenti választások után a jobbközép kormánykoalíció (Konzervatív Néppárt-Venstre-Dán Néppárt) tagja lett.

## Története
A pártot 2007-ben alapította meg Új Szövetség néven Naser Khader, Anders Samuelsen a Dán Szociálliberális Párt és Gitte Seeberg a Konzervatív Néppárt egykori parlamenti képviselői.
2007. augusztus 30.-án tette a párt közzé politikai programját, mely szerint meghosszabbítanák a tankötelezettséget ingyenes iskolai menzával és házi feladatokkal való segítségnyújtással illetve a Közel-Keletnek európai Marshall-tervet dolgoznának ki. A segély összege a GDP 1%-ának megfelelő mértékű lenne. Nagyobb figyelmet akartak fordítani az egészségügyre, az egészséges ételek árcsökkentése illetve radikális változást sürgettek a bevándorlási- és menekültpolitikában.
A párt a 2007-es választáson 2,8%-ot ért el, ezzel 5 mandátumot szerzett a Folketingben.
2008. január 28-án otthagyta a pártot Gitte Seeberg, aki nem értett egyet azzal, hogy a párt jobboldalivá váljon, hiszen ő a pártot középen szerette volna látni és elutasította a Dán Néppárt befolyását is.  Február 5.-én pedig Malou Aamund hagyta ott a pártot és átment a Venstrehez.
A párt új vezetője Anders Samuelsen lett, akinek vezetésével a párt jobbra tolódott: hitet tett a gazdasági liberalizmus és a libertarianizmus politikája mellett emellett a párt nevet változtatott és felvette jelenlegi nevét. 2008. szeptember 1-jén Gitte Seeberg otthagyta a pártot és a Természetvédelmi Világalap dániai vezetője lett.
A 2011-es választáson a párt 5%-kal 9 mandátumot szerzett. A 2015-ös dániai választáson a párt 7,5%-ot ért el, amivel a Folketingben 13 mandátumot szereztek. A legjobban a párt Gentofte községben szerepelt 17,5%-kal. A párt 2016-ban a Lars Løkke Rasmussen vezette harmadik kormánykoalíció tagja lett a Venstre és a Konzervatív Néppárt mellett, a párt 6 miniszteri tárcát kapott: külügyi, gazdasági, oktatási, kulturális, közlekedési és nyugdíjügyi miniszteri tárcákat.